# Karl Ruberl
Karl Ruberl, né le 3 octobre 1880 décédé le 12 décembre 1966  est un ancien nageur autrichien qui s'illustrait entre la toute fin du XIXe siècle et le début du XXe siècle. Il participe aux épreuves de natation lors des Jeux olympiques de Paris en 1900, compétitions au cours desquelles il remporta la médaille de bronze sur le 200 m nage libre (derrière l'Australien Frederick Lane et le Hongrois Zoltán von Halmay) ainsi que la médaille d'argent sur le 200 m dos (derrière l'Allemand Ernst Hoppenberg).

## Palmarès

### Jeux olympiques
- Jeux olympiques de 1900 à Paris (France) :
  -  Médaille d'argent sur le 200 m dos.
  -  Médaille de bronze sur le 200 m nage libre.